# Děvín (Milhostov)
Děvín (německy Döba) je zaniklá vesnice na území obce Milhostov, v k. ú. Děvín v okrese Cheb v Karlovarském kraji. Vesnice ležela 1,5 kilometrů severozápadně od Mihostova. V roce 1850 se stala osadou Nové Vsi, v roce 1960 bylo území připojeno k obci Milhostov. Úředně byla vesnice zrušena v roce 1980.
Děvín je také název katastrálního území o rozloze 1,32 km².

## Historie
První písemná zmínka o vesnici pochází z roku 1392, kdy jsou zde zmiňovány dva velké statky v majetku chebských klarisek. Postupně zde přibyly domky dělníků z původní cihelny, která zde fungovala až do první světové války. Statky byly bohatě zdobené hrázděním a byly svědectvím stability selského osídlení na Chebsku. V roce 1850 se Děvín stal osadou Nové Vsi. Do školy chodily děti do Milhostova a obyvatelé chodili do kostela svatého Mikuláše v Milhostově, kam byli v roce 1905 místní farníci přeřazeni z farnosti Kopanina s kostelem svatého Jiří a svatého Jiljí.
Po druhé světové válce postihl vesnici odsun německého obyvatelstva a po válce došlo jen k částečnému dosídlení. Po nuceném vysídlení německých obyvatel byly osídleny jen tři statky, které se po roce 1951 staly součástí JZD Nová Ves. V roce 1960 bylo toto družstvo sloučeno s JZD Křižovatka. V roce 1980 byla osada Děvín zrušena a zbylé dva domy přičleněny k Milhostovu.

## Přírodní poměry
Území zaniklé vesnice se nachází v Chebské pánvi při Lužním potoce. V nivě potoka byla v roce 1990 vyhlášena přírodní rezervace Děvín.
V nivě Lužního potoka byly zachyceny tři přírodní vývěry minerálky. Nejprve byly prameny zachyceny v dřevěném jímání, později bylo staré jímání nahrazeno betonovými skružemi. V minulosti byly prameny sporadicky využívány pro pitné účely, ovšem vydatnost pramenů byla jen nepatrná.
Roku 1902 byl severně od vsi navrtán silný zdroj oxidu uhličitého. Vrt musel být ihned uzavřen, neboť únik plynu ohrožoval prameny ve Františkových Lázních.

## Obyvatelstvo
Při sčítání lidu v roce 1921 zde žilo 64 obyvatel, všichni německé národnosti, kteří se hlásili k římskokatolické církvi.
| Rok            | 1869 | 1880 | 1890 | 1900 | 1910 | 1921 | 1930 | 1950 | 1961 | 1970 | 1980 | 1991 | 2001 | 2011 |
| -------------- | ---- | ---- | ---- | ---- | ---- | ---- | ---- | ---- | ---- | ---- | ---- | ---- | ---- | ---- |
| Počet obyvatel | 35   | 58   | 65   | 62   | 63   | 64   | 52   | 19   | 52   | 32   | —    | —    | 6    | 8    |
| Počet domů     | 4    | 6    | 7    | 7    | 8    | 8    | 4    | —    | 5    | —    | —    | —    | 2    | 2    |